# Hylletofta landskommun
Hylletofta landskommun var en tidigare kommun i Jönköpings län.

## Administrativ historik
När 1862 års kommunalförordningar trädde i kraft den 1 januari 1863 inrättades i Sverige cirka 2 400 landskommuner samt 89 städer och ett mindre antal köpingar.
Då inrättades i Hylletofta socken i Västra härad i Småland denna kommun.
Vid kommunreformen 1952 uppgick den i Vrigstads landskommun. När denna 1971 upplöstes övergick denna del till Sävsjö kommun. 